# Kołczyn (województwo lubuskie)
Kołczyn – wieś w Polsce, położona w województwie lubuskim, w powiecie sulęcińskim, w gminie Krzeszyce.

## Historia

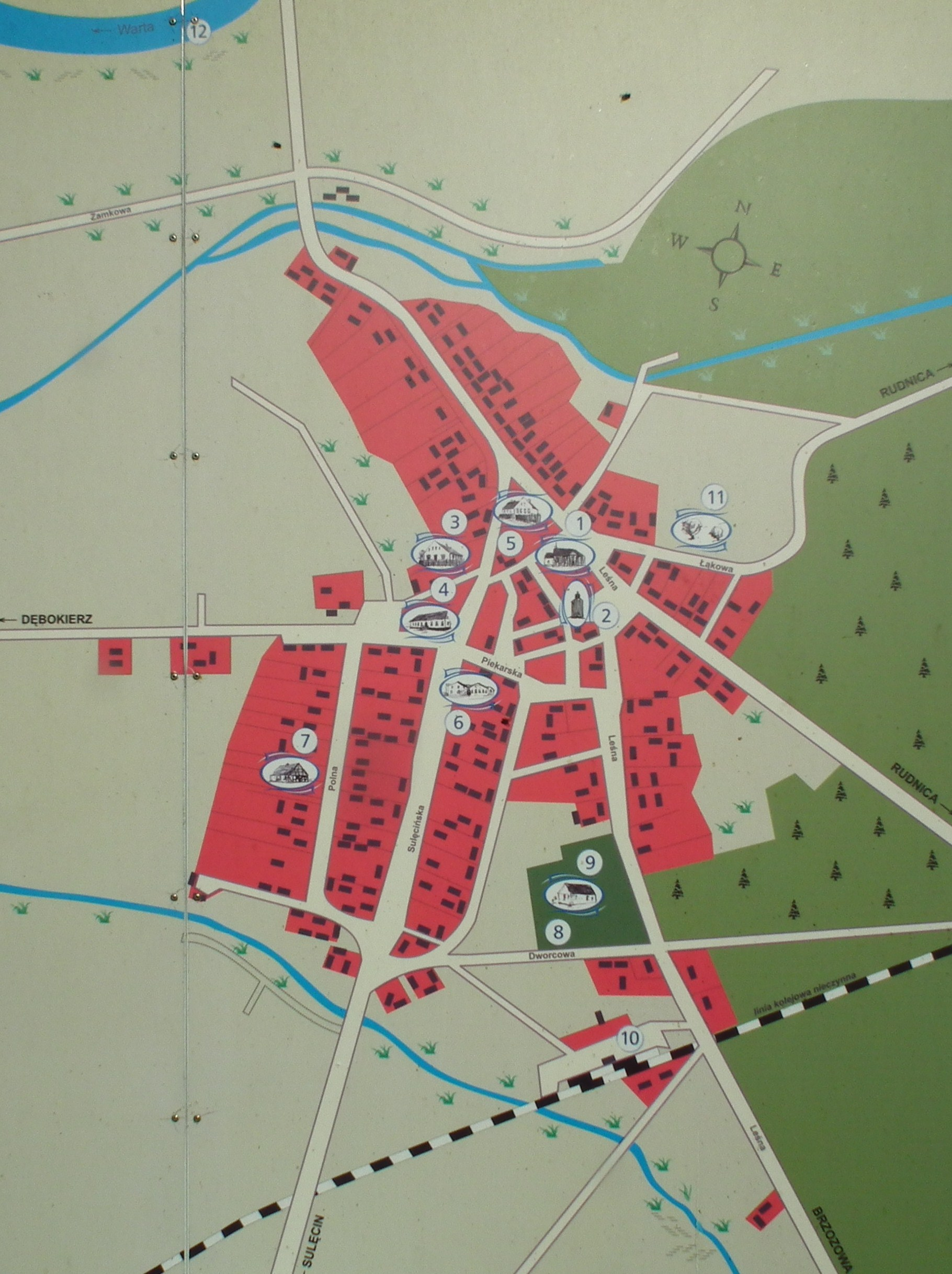
Plan wsi

Pierwsze informacje o wsi pochodzą z 1251. Wtedy właśnie miało miejsce nadanie tej wsi templariuszom. Po likwidacji zakonu wieś w roku 1312 należy do klasztoru w Obrze. Potem wieś przeszła w ręce prywatne, była m.in. lennem rodziny von Lossow. W 1399 zawarto tu porozumienie pokojowe pomiędzy Gorzowem a książętami śląskimi. W czasach nowożytnych wieś należała do rodzin von Waldow i von Reitzenstein – ośrodkiem tych dóbr był Kiełpin. Osiedlili się tutaj osadnicy kolonizacji fryderycjańskiej, osuszający błota nadwarciańskie. Ludność trudniła się rolnictwem, a 20 rodzin na początku XX wieku żyło z rybołówstwa. W 1915 przeprowadzono linię kolejową z Gorzowa do Kostrzyna nad Odrą przez Rudnicę. 3 lutego 1945 do wsi wkroczyły oddziały 8 Armii Gwardii I Frontu Białoruskiego, którymi dowodził Wasilij Czujkow. Poległo tu kilkunastu żołnierzy Armii Czerwonej, co upamiętniono obeliskiem wystawionym w maju 1945. Po 1945 wieś zasiedlili mieszkańcy Wołkowa (okolice Lwowa).
W latach 1945–54 siedziba gminy Kołczyn. W latach 1954–1972 wieś należała i była siedzibą władz gromady Kołczyn. W latach 1975–1998 miejscowość administracyjnie należała do województwa gorzowskiego.

## Zabytki
Do wojewódzkiego rejestru zabytków wpisane są:
- dzwonnica, drewniana
- kościół ewangelicki, obecnie rzymskokatolicki parafialny pod wezwaniem św. Stanisława Kostki[7] szachulcowy, wybudowany w 1776 roku jako zbór protestancki. Rzut kościoła w Kołczynie oparty jest na kształcie prostokąta rozbudowanego o przyległe do dłuższych boków prostokątne w planie kruchty, zakrystię od północy i czworoboczną trzecią kruchtę, przez którą prowadzi wejście główne, od zachodu. Budowla nakryta jest dachem trzypołaciowym, zakrystia pulpitowym, a pozostałe człony dwuspadowymi. Na zachodnim skraju kalenicy umieszczono sygnaturkę z latarnią i hełmem ostrosłupowym. Do wnętrza świątyni prowadziły niegdyś trzy wejścia: jedno umieszczone od strony zachodniej, dwa pozostałe przez boczne kruchty. Obecnie zamurowano wejście w kruchcie północnej i wprowadzono wejście od strony zakrystii. Salową nawę przekryto sklepieniem pozornym, wspartym na drewnianych podporach, przechodzącym w płaski strop w partiach bocznych. Wyposażenie kościoła w Kołczynie jest bardzo skromne. Na wyróżnienie zasługuje XIX-wieczny prospekt organowy firmy W. Grüneberg Stettin, umieszczony pod chórem muzycznym oraz neogotycka chrzcielnica, która zapewne pierwotnie usytuowana była w części ołtarzowej. Brak szerszych informacji na temat dawnego wyposażenia kościoła.

## Sport
Swoją siedzibę ma tu piłkarski Klub Sportowy „Warta” Kołczyn, który został założony w 1948 roku.